# Plina Jezero
Plina Jezero – wieś w Chorwacji, w żupanii dubrownicko-neretwiańskiej, w mieście Ploče. W 2011 roku liczyła 44 mieszkańców.